# Districtul Elbe-Elster
Districtul Elbe-Elster este un district administrativ rural (în germană Kreis) în landul Brandenburg, Germania.
1. 1 2 3  GeoNames